# Campeonato Catarinense de Futebol de 2018 - Série A
O Campeonato Catarinense de Futebol da Série A de 2018, ou Catarinense Sicoob 2018, por motivos de patrocínio, foi a 93ª edição da principal divisão do futebol catarinense. Houve uma mudança na fórmula de disputa em relação aos anos anteriores. O campeonato será disputado em duas fases. A primeira fase, será disputada por 10 equipes em pontos corridos com turno e returno. As duas equipe que somar mais pontos ao final das 18 rodadas estarão classificadas a final. Já a fase final, será disputada em jogo único sendo o mandante a equipe com melhor campanha na primeira fase.
O Figueirense sagrou-se campeão e conquistou o título do Campeonato Catarinense pela 18ª vez em sua história, a primeira vez tendo como adversário a Chapecoense. No jogo único, na Arena Condá, o Figueirense venceu a partida contra a Chapecoense por 2–0.
Junto com os finalistas, o Tubarão classificou-se para a Copa do Brasil de 2019. Para a Série D de 2019, classificaram-se o Tubarão, Brusque e o Hercílio Luz. As equipes do Concórdia e Inter de Lages tiveram as piores campanhas e foram rebaixados á Série B de 2019.

## Regulamento

Logo alternativo do Campeonato Catarinense de 2018, sem o patrocinador.

Nesta edição, o Campeonato Catarinense será disputado em duas fases. A primeira fase, será disputada por 10 clubes em dois turnos. Em cada turno, todos os times jogam entre si uma única vez. Os jogos do segundo turno serão realizados na mesma ordem do primeiro, apenas com o mando de campo invertido. Não há campeões por turnos, e os dois clubes com a maior pontuação, disputarão a final do campeonato.
A final será disputada entre os dois primeiros colocados da 1ª Fase (Inicial), que jogarão entre si, um único jogo, sendo mandante da única partida, o clube que obtiver a primeira colocação na 1ª Fase (Inicial), cujo vencedor da disputa será considerado o campeão da competição. Se o jogo terminar empatado, para se conhecer o vencedor da disputa, haverá a disputa de pênaltis, na forma estabelecida pela International Board. 
Ao final da competição, os 3 primeiros times se classificarão à Copa do Brasil de 2019, os três melhores colocados que não disputam alguma divisão do Campeonato Brasileiro garantirão uma vaga na Série D de 2019, e os dois últimos serão rebaixados para a Série B de 2019.

### Critérios de desempate
Em caso de empate por pontos entre dois ou mais clubes, os critérios de desempate são aplicados na seguinte ordem:
1. Número de vitórias;
2. Saldo de gols;
3. Gols pró;
4. Confronto direto;
5. Menor número de cartões vermelhos;
6. Menor número de cartões amarelos;
7. Sorteio.

Com relação ao quarto critério (confronto direto), considera-se o resultado dos jogos somados, ou seja, o resultado de 180 minutos. Permanecendo o empate, o desempate se dará pelo maior número de gols marcados no campo do adversário. O quarto critério não será considerado no caso de empate entre mais de dois clubes.

## Equipes participantes
| - Equipe       | Cidade        | Em 2018      | Estádio                            | Capacidade | Títulos (Último) |
| -------------- | ------------- | ------------ | ---------------------------------- | ---------- | ---------------- |
| Avaí           | Florianópolis | 2º           | Ressacada                          | 17 826     | 16 (2012)        |
| Brusque        | Brusque       | 4º           | Augusto Bauer                      | 5 000      | 1 (1992)         |
| Chapecoense    | Chapecó       | 1º           | Arena Condá                        | 20 089     | 6 (2017)         |
| Concórdia      | Concórdia     | 1º (Série B) | Domingos Machado de Lima           | 5 000      | 0                |
| Criciúma       | Criciúma      | 3º           | Heriberto Hülse                    | 19 900     | 10 (2013)        |
| Figueirense    | Florianópolis | 8º           | Orlando Scarpelli                  | 19 584     | 17 (2015)        |
| Hercílio Luz   | Tubarão       | 2º (Série B) | Aníbal Costa                       | 3 570      | 2 (1958)         |
| Inter de Lages | Lages         | 7º           | Vidal Ramos Júnior                 | 4 681      | 1 (1965)         |
| Joinville      | Joinville     | 5º           | Arena Joinville                    | 20 160     | 12 (2001)        |
| Tubarão        | Tubarão       | 6º           | Estádio Domingos Silveira Gonzales | 1 706      | 0                |

## Estádios
| Chapecoense | Joinville | Criciúma | Avaí                               |
| --- | --- | --- | ---------------------------------- |
| Arena Condá | Arena Joinville | Heriberto Hülse | Ressacada                          |
| Capacidade: 20 089 | Capacidade: 20 160 | Capacidade: 19 900 | Capacidade: 17 826                 |
| | | |                                    |
| Figueirense | \| Florianópolis Florianópolis: Avaí Figueirense Tubarão Tubarão: Tubarão Hercílio Luz Brusque Chapecoense Concórdia Criciúma Inter de Lages JoinvilleLocalização da sede dos clubes no estado. \| | \| Florianópolis Florianópolis: Avaí Figueirense Tubarão Tubarão: Tubarão Hercílio Luz Brusque Chapecoense Concórdia Criciúma Inter de Lages JoinvilleLocalização da sede dos clubes no estado. \| | Hercílio Luz                       |
| Orlando Scarpelli | \| Florianópolis Florianópolis: Avaí Figueirense Tubarão Tubarão: Tubarão Hercílio Luz Brusque Chapecoense Concórdia Criciúma Inter de Lages JoinvilleLocalização da sede dos clubes no estado. \| | \| Florianópolis Florianópolis: Avaí Figueirense Tubarão Tubarão: Tubarão Hercílio Luz Brusque Chapecoense Concórdia Criciúma Inter de Lages JoinvilleLocalização da sede dos clubes no estado. \| | Aníbal Costa                       |
| Capacidade: 19 584 | \| Florianópolis Florianópolis: Avaí Figueirense Tubarão Tubarão: Tubarão Hercílio Luz Brusque Chapecoense Concórdia Criciúma Inter de Lages JoinvilleLocalização da sede dos clubes no estado. \| | \| Florianópolis Florianópolis: Avaí Figueirense Tubarão Tubarão: Tubarão Hercílio Luz Brusque Chapecoense Concórdia Criciúma Inter de Lages JoinvilleLocalização da sede dos clubes no estado. \| | Capacidade: 3 570                  |
| | \| Florianópolis Florianópolis: Avaí Figueirense Tubarão Tubarão: Tubarão Hercílio Luz Brusque Chapecoense Concórdia Criciúma Inter de Lages JoinvilleLocalização da sede dos clubes no estado. \| | \| Florianópolis Florianópolis: Avaí Figueirense Tubarão Tubarão: Tubarão Hercílio Luz Brusque Chapecoense Concórdia Criciúma Inter de Lages JoinvilleLocalização da sede dos clubes no estado. \| |                                    |
| Brusque | \| Florianópolis Florianópolis: Avaí Figueirense Tubarão Tubarão: Tubarão Hercílio Luz Brusque Chapecoense Concórdia Criciúma Inter de Lages JoinvilleLocalização da sede dos clubes no estado. \| | \| Florianópolis Florianópolis: Avaí Figueirense Tubarão Tubarão: Tubarão Hercílio Luz Brusque Chapecoense Concórdia Criciúma Inter de Lages JoinvilleLocalização da sede dos clubes no estado. \| | Tubarão                            |
| Augusto Bauer | \| Florianópolis Florianópolis: Avaí Figueirense Tubarão Tubarão: Tubarão Hercílio Luz Brusque Chapecoense Concórdia Criciúma Inter de Lages JoinvilleLocalização da sede dos clubes no estado. \| | \| Florianópolis Florianópolis: Avaí Figueirense Tubarão Tubarão: Tubarão Hercílio Luz Brusque Chapecoense Concórdia Criciúma Inter de Lages JoinvilleLocalização da sede dos clubes no estado. \| | Estádio Domingos Silveira Gonzales |
| Capacidade: 5 000 | \| Florianópolis Florianópolis: Avaí Figueirense Tubarão Tubarão: Tubarão Hercílio Luz Brusque Chapecoense Concórdia Criciúma Inter de Lages JoinvilleLocalização da sede dos clubes no estado. \| | \| Florianópolis Florianópolis: Avaí Figueirense Tubarão Tubarão: Tubarão Hercílio Luz Brusque Chapecoense Concórdia Criciúma Inter de Lages JoinvilleLocalização da sede dos clubes no estado. \| | Capacidade: 1 706                  |
| | \| Florianópolis Florianópolis: Avaí Figueirense Tubarão Tubarão: Tubarão Hercílio Luz Brusque Chapecoense Concórdia Criciúma Inter de Lages JoinvilleLocalização da sede dos clubes no estado. \| | \| Florianópolis Florianópolis: Avaí Figueirense Tubarão Tubarão: Tubarão Hercílio Luz Brusque Chapecoense Concórdia Criciúma Inter de Lages JoinvilleLocalização da sede dos clubes no estado. \| |                                    |
| | Inter de Lages | Concórdia |                                    |
| Vidal Ramos Júnior | Domingos Machado de Lima | |                                    |
| Capacidade: 4 681 | Capacidade: 3 161 | |                                    |
| Estádio Vidal Ramos Júnior - 17-01-2018 - Inter de Lages x Avaí 05 | | |                                    |
| Florianópolis Florianópolis: Avaí Figueirense Tubarão Tubarão: Tubarão Hercílio Luz Brusque Chapecoense Concórdia Criciúma Inter de Lages JoinvilleLocalização da sede dos clubes no estado. | | |                                    |

## Primeira fase
| Classificação | Classificação  | Classificação | Classificação | Classificação | Classificação | Classificação | Classificação | Classificação | Classificação | Classificação | Classificação |
| Pos           | Equipes        | Pts           | J             | V             | E             | D             | GP            | GC            | SG            | %             |               |
| ------------- | -------------- | ------------- | ------------- | ------------- | ------------- | ------------- | ------------- | ------------- | ------------- | ------------- | ------------- |
| 1             | Chapecoense    | 41            | 18            | 12            | 5             | 1             | 25            | 8             | +17           | 76            |               |
| 2             | Figueirense    | 36            | 18            | 10            | 6             | 2             | 24            | 14            | +10           | 67            |               |
| 3             | Tubarão        | 26            | 18            | 7             | 5             | 6             | 26            | 21            | +5            | 48            |               |
| 4             | Criciúma       | 26            | 18            | 7             | 5             | 6             | 20            | 18            | +2            | 48            |               |
| 5             | Joinville      | 24            | 18            | 7             | 3             | 8             | 20            | 21            | –1            | 44            |               |
| 6             | Avaí           | 24            | 18            | 6             | 6             | 6             | 22            | 21            | +1            | 44            |               |
| 7             | Brusque        | 20            | 18            | 4             | 8             | 6             | 20            | 23            | –3            | 37            |               |
| 8             | Hercílio Luz   | 17            | 18            | 4             | 5             | 9             | 16            | 23            | –7            | 31            |               |
| 9             | Inter de Lages | 17            | 18            | 4             | 5             | 9             | 18            | 27            | –9            | 31            |               |
| 10            | Concórdia      | 13            | 18            | 3             | 4             | 11            | 19            | 34            | –15           | 24            |               |

| Resultados     | Resultados | Resultados | Resultados | Resultados | Resultados | Resultados | Resultados | Resultados | Resultados | Resultados |
|                | AVA        | BRU        | CHA        | CON        | CRI        | FIG        | HER        | ILG        | JOI        | TUB        |
| -------------- | ---------- | ---------- | ---------- | ---------- | ---------- | ---------- | ---------- | ---------- | ---------- | ---------- |
| Avaí           | —          | 0–0        | 2–2        | 0–2        | 1–2        | 3–3        | 0–1        | 3–2        | 2–1        | 1–1        |
| Brusque        | 1–3        | —          | 2–2        | 4–2        | 2–1        | 1–1        | 0–0        | 1–1        | 1–2        | 2–3        |
| Chapecoense    | 1–0        | 2–0        | —          | 3–0        | 1–0        | 3–2        | 2–0        | 2–0        | 1–0        | 2–1        |
| Concórdia      | 1–1        | 1–1        | 0–1        | —          | 2–5        | 0–3        | 2–2        | 2–1        | 0–1        | 3–2        |
| Criciúma       | 0–1        | 1–1        | 0–0        | 2–0        | —          | 0–1        | 1–0        | 2–1        | 2–1        | 1–1        |
| Figueirense    | 1–1        | 1–0        | 0–0        | 2–1        | 1–0        | —          | 1–0        | 1–0        | '1–0       | 0–0        |
| Hercílio Luz   | 0–1        | 1–2        | 1–0        | 2–1        | 0–0        | 1–1        | —          | 1–3        | 3–3        | 2–1        |
| Inter de Lages | 1–0        | 0–1        | 0–0        | 0–0        | 2–2        | 2–3        | 2–1        | —          | 1–1        | 1–0        |
| Joinville      | 0–2        | 2–1        | 0–1        | 1–0        | 0–1        | 1–0        | 2–1        | 4–0        | —          | 1–1        |
| Tubarão        | 2–1        | 0–0        | 0–2        | 3–2        | 3–0        | 1–2        | 1–0        | 3–1        | 3–0        | —          |

| \| \| \| \| \| Classificados à final \| | Legenda: Vitória do mandante — Vitória do visitante — Empate Em negrito os jogos "clássicos". |
|                                         |                                                                                               |
|                                         | Classificados à final                                                                         |

## Desempenho por rodada
Clubes que lideraram o campeonato ao final de cada rodada:
| Rodadas | Rodadas | Rodadas | Rodadas | Rodadas | Rodadas | Rodadas | Rodadas | Rodadas | Rodadas | Rodadas | Rodadas | Rodadas | Rodadas | Rodadas | Rodadas | Rodadas | Rodadas |
| ------- | ------- | ------- | ------- | ------- | ------- | ------- | ------- | ------- | ------- | ------- | ------- | ------- | ------- | ------- | ------- | ------- | ------- |
| 1       | 2       | 3       | 4       | 5       | 6       | 7       | 8       | 9       | 10      | 11      | 12      | 13      | 14      | 15      | 16      | 17      | 18      |
| HER     | CHA     | FIG     | CHA     | CHA     | FIG     | FIG     | FIG     | FIG     | FIG     | FIG     | CHA     | CHA     | CHA     | CHA     | CHA     | CHA     | CHA     |

Clubes que ficaram na última posição do campeonato ao final de cada rodada:
| 1   | 2   | 3   | 4   | 5   | 6   | 7   | 8   | 9   | 10  | 11  | 12  | 13  | 14  | 15  | 16  | 17  | 18  |
| CRI | CON | TUB | CON | TUB | CRI | CRI | INT | INT | INT | INT | INT | CON | CON | CON | CON | CON | CON |

## Final
Jogo único
| 8 de abril | Chapecoense | 0 – 2 | Figueirense                              | Arena Condá, Chapecó                                                      |
| 17:00      |             |       | Gustavo Ferrareis 13' · Maikon Leite 84' | Público: 17 014 Renda: R$ 544.545,00 Árbitro: SC Bráulio da Silva Machado |

## Premiação
| Campeonato Catarinense de 2018   |
| -------------------------------- |
| Florianópolis                    |
| Figueirense Campeão (18º título) |

## Estatísticas

### Artilharia
| \| Gols \| Jogador[6] \| Equipe \| \| ---- \| ------------------- \| -------------- \| \| 9 \| Rafael Grampola \| Joinville \| \| 9 \| Lima \| Hercílio Luz \| \| 7 \| Wellington Paulista \| Chapecoense \| \| 6 \| André Luis \| Figueirense \| \| 6 \| Max \| Inter de Lages \| \| 5 \| Batista \| Tubarão \| \| 5 \| David Batista \| Tubarão \| \| 5 \| Guilherme \| Chapecoense \| \| 5 \| Paulinho \| Concórdia \| |                     |                |
| Gols | Jogador             | Equipe         |
| 9 | Rafael Grampola     | Joinville      |
| 9 | Lima                | Hercílio Luz   |
| 7 | Wellington Paulista | Chapecoense    |
| 6 | André Luis          | Figueirense    |
| 6 | Max                 | Inter de Lages |
| 5 | Batista             | Tubarão        |
| 5 | David Batista       | Tubarão        |
| 5 | Guilherme           | Chapecoense    |
| 5 | Paulinho            | Concórdia      |

### Hat-tricks
| Jogador         | Clube     | Adversário     | Placar | Data          | Ref.  |
| --------------- | --------- | -------------- | ------ | ------------- | ----- |
| Rafael Grampola | Joinville | Inter de Lages | 4–0    | 24 de janeiro | [ 7 ] |

## Maiores públicos
Estes são os dez maiores públicos do Campeonato. Considera-se apenas o público pagante:
| Nº | Público[PP] | Mandante    | Placar | Visitante    | Estádio           | Data            | Rodada |
| -- | ----------- | ----------- | ------ | ------------ | ----------------- | --------------- | ------ |
| 1  | 17 014      | Chapecoense | 0–2    | Figueirense  | Arena Condá       | 8 de abril      | Final  |
| 2  | 13 215      | Figueirense | 1–1    | Avaí         | Orlando Scarpelli | 11 de março     | 13ª    |
| 3  | 10 030      | Avaí        | 3–3    | Figueirense  | Ressacada         | 28 de janeiro   | 4ª     |
| 4  | 8 979       | Chapecoense | 1–0    | Criciúma     | Arena Condá       | 7 de março      | 12ª    |
| 5  | 6 844       | Chapecoense | 3–0    | Concórdia    | Arena Condá       | 25 de fevereiro | 10ª    |
| 6  | 6 768       | Figueirense | 0–0    | Chapecoense  | Orlando Scarpelli | 14 de fevereiro | 8ª     |
| 7  | 6 695       | Chapecoense | 1–0    | Avaí         | Arena Condá       | 18 de fevereiro | 9ª     |
| 8  | 5 954       | Chapecoense | 1–0    | Joinville    | Arena Condá       | 28 de janeiro   | 4ª     |
| 9  | 5 698       | Figueirense | 1–0    | Joinville    | Orlando Scarpelli | 4 de fevereiro  | 6ª     |
| 10 | 5 698       | Chapecoense | 2–0    | Hercílio Luz | Arena Condá       | 21 de março     | 15ª    |

## Menores públicos
Estes são os dez menores públicos do Campeonato. Considera-se apenas o público pagante:
| Nº | Público[PP] | Mandante       | Placar | Visitante      | Estádio                  | Data            | Rodada |
| -- | ----------- | -------------- | ------ | -------------- | ------------------------ | --------------- | ------ |
| 1  | 84          | Concórdia      | 0–3    | Figueirense    | Domingos Machado de Lima | 31 de março     | 18ª    |
| 2  | 407         | Concórdia      | 1–1    | Brusque        | Domingos Machado de Lima | 11 de março     | 13ª    |
| 3  | 458         | Concórdia      | 3–2    | Tubarão        | Domingos Machado de Lima | 24 de janeiro   | 3ª     |
| 4  | 560         | Brusque        | 1–1    | Inter de Lages | Augusto Bauer            | 1º de abril     | 18ª    |
| 5  | 570         | Concórdia      | 0–1    | Joinville      | Domingos Machado de Lima | 25 de março     | 16ª    |
| 6  | 625         | Inter de Lages | 1–0    | Tubarão        | Vidal Ramos Júnior       | 28 de março     | 17ª    |
| 7  | 633         | Brusque        | 2–3    | Tubarão        | Augusto Bauer            | 22 de março     | 15ª    |
| 8  | 644         | Inter de Lages | 2–2    | Criciúma       | Vidal Ramos Júnior       | 10 de fevereiro | 7ª     |
| 9  | 741         | Concórdia      | 2–2    | Hercílio Luz   | Domingos Machado de Lima | 14 de fevereiro | 8ª     |
| 10 | 753         | Hercílio Luz   | 3–3    | Joinville      | Aníbal Torres Costa      | 17 de março     | 14ª    |

## Média de público
Estas são as médias de público dos clubes no Campeonato. Considera-se apenas os jogos da equipe como mandante:
| Pos. | Time           | Média | Total  | Mandos | Maior  | Menor |
| ---- | -------------- | ----- | ------ | ------ | ------ | ----- |
| 1    | Chapecoense    | 6 862 | 68 620 | 10     | 17 014 | 3 749 |
| 2    | Figueirense    | 5 213 | 46 917 | 9      | 13 215 | 2 706 |
| 3    | Avaí           | 3 519 | 31 671 | 9      | 10 030 | 862   |
| 4    | Criciúma       | 2 767 | 24 903 | 9      | 3 980  | 1 891 |
| 5    | Joinville      | 2 646 | 23 814 | 9      | 4 419  | 1 366 |
| 6    | Tubarão        | 2 015 | 18 135 | 9      | 2 984  | 964   |
| 7    | Hercílio Luz   | 1 445 | 13 005 | 9      | 3 756  | 753   |
| 8    | Brusque        | 1 119 | 10 071 | 9      | 1 420  | 560   |
| 9    | Inter de Lages | 1 008 | 9 072  | 9      | 1 576  | 625   |
| 10   | Concórdia      | 917   | 8 253  | 9      | 3 079  | 84    |

## Mudança de técnicos
| Clube          | Antecessor       | Motivo     | Data            | Última partida           | Rod | Pos | Sucessor                  | Ref.          |
| -------------- | ---------------- | ---------- | --------------- | ------------------------ | --- | --- | ------------------------- | ------------- |
| Brusque        | Picoli           | Demitido   | 25 de janeiro   | Figueirense 1–0 Brusque  | 3ª  | 9º  | Pingo                     | [ 9 ] [ 10 ]  |
| Criciúma       | Lisca            | Resignado  | 29 de janeiro   | Tubarão 3–0 Criciúma     | 4ª  | 8º  | Argel Fucks               | [ 12 ] [ 13 ] |
| Inter de Lages | Leandro Niehues  | Remanejado | 28 de fevereiro | Avaí 3–2 Inter de Lages  | 10ª | 10º | Rodrigo Fonseca           | [ 14 ]        |
| Hercílio Luz   | Luiz Carlos Cruz | Demitido   | 5 de março      | Hercílio Luz 1–2 Brusque | 11ª | 9º  | Nasareno Silva (interino) | [ 16 ]        |
| Concórdia      | Mauro Ovelha     | Demitido   | 12 de março     | Concórdia 1–1 Brusque    | 13ª | 10º | Paulo César Moro          | [ 17 ] [ 18 ] |

## Seleção do Campeonato Catarinense
| Pos. | Nome            | Clube       |
| ---- | --------------- | ----------- |
| G    | Jandrei         | Chapecoense |
| LD   | Apodi           | Chapecoense |
| Z    | Alemão          | Avaí        |
| Z    | Rafael Thyere   | Chapecoense |
| LE   | Bruno Pacheco   | Chapecoense |
| V    | Douglas Moreira | Criciúma    |
| V    | Zé Antônio      | Figueirense |
| M    | Daniel Costa    | Tubarão     |
| M    | Jorge Henrique  | Figueirense |
| A    | André Luis      | Figueirense |
| A    | Rafael Grampola | Joinville   |
| T    | Milton Cruz     | Figueirense |

| Prêmio               | Nome           | Clube       |
| -------------------- | -------------- | ----------- |
| Craque do Campeonato | Jorge Henrique | Figueirense |
| Jogador revelação    | Guga           | Avaí        |

## Transmissão
A NSC TV (afiliada da Rede Globo) detém todos os direitos de transmissão para a temporada de 2018 pela TV aberta.

### Jogos transmitidos pela NSC TV
- 1ª rodada - Figueirense 1–0 Criciúma - 17 de janeiro (Qua) - 21:45
- 2ª rodada - Avaí 2–1 Joinville - 21 de janeiro (Dom) - 17:00
- 3ª rodada - Criciúma 0–0 Chapecoense - 24 de janeiro (Qua) - 21:45
- 4ª rodada - Avaí 3–3 Figueirense - 28 de janeiro (Dom) - 17:00
- 5ª rodada - nenhum jogo foi transmitido pela tv aberta nessa rodada
- 6ª rodada - Criciúma 0–1 Avaí - 4 de fevereiro (Dom) - 17:00
- 7ª rodada - Hercílio Luz 1–1 Figueirense - 10 de fevereiro (Sáb) - 16:30
- 8ª rodada - Figueirense 0–0 Chapecoense - 14 de fevereiro (Qua) - 21:45
- 9ª rodada - Chapecoense 1–0 Avaí - 18 de fevereiro (Dom) - 17:00
- 10ª rodada - Criciúma 0–1 Figueirense - 25 de fevereiro (Dom) - 17:00
- 11ª rodada - Joinville 0–2 Avaí - 4 de março (Dom) - 17:00
- 12ª rodada - Chapecoense 1–0 Criciúma - 7 de março (Qua) - 21:45
- 13ª rodada - Figueirense 1–1 Avaí - 11 de março (Dom) - 17:00
- 14ª rodada - Figueirense 1–0 Inter de Lages - 18 de março (Dom) - 16:00
- 15ª rodada - Avaí 1–2 Criciúma - 21 de março (Qua) - 21:45
- 16ª rodada - Figueirense 1–0 Hercílio Luz - 25 de março (Dom) - 16:00
- 17ª rodada - Chapecoense 3–2 Figueirense - 28 de março (Qua) - 21:45
- 18ª rodada - Avaí 2–2 Chapecoense - 1 de abril (Dom) - 16:00
- Final - Chapecoense 0–2 Figueirense - 8 de abril (Dom) - 16:00

#### Transmissões por clubes
| Clube          | 1ª Fase | Final | Total |
| -------------- | ------- | ----- | ----- |
| Figueirense    | 9       | 1     | 10    |
| Avaí           | 8       | 0     | 8     |
| Chapecoense    | 6       | 1     | 7     |
| Criciúma       | 6       | 0     | 6     |
| Hercílio Luz   | 2       | 0     | 2     |
| Joinville      | 2       | 0     | 2     |
| Inter de Lages | 1       | 0     | 1     |